# Royal Rumble 1990
Royal Rumble 1990 è stata la terza edizione dell'omonimo pay-per-view, prodotto dalla World Wrestling Federation. L'evento ebbe luogo il 21 gennaio 1990 all'Orlando Arena di Orlando (Florida).
Il main event fu la 1990 Royal Rumble match vinta dal WWF Champion Hulk Hogan. Hogan eliminò per ultimo Mr. Perfect vincendo la contesa. Gli altri incontri nell'undercard coinvolsero Jim Duggan vs Big Boss Man,, Ronnie Garvin vs Greg Valentine in un "I Quit" match, e i The Bushwhackers contro i The Fabulous Rougeaus.

## Storyline
I Bushwhackers fecero il loro debutto in WWF al Madison Square Garden il 30 dicembre del 1988, sconfiggendo i Bolsheviks (Nikolai Volkoff e Boris Zhukov). Cominciarono un feud con i Bolsheviks, che avrebbe dovuto concludersi a WrestleMania V. I Bolsheviks tuttavia non parteciparono all'evento, così furono sostituiti dai Fabulous Rougeaus, che batterono i Bushwhackers. I Bushwhackers e i Rougeaus continuarono il loro feud per il resto dell'anno, che si concluse con un tag team match alla Royal Rumble del 1990.
Greg Valentine e Ronnie Garvin iniziarono un feud da un match il 30 dicembre 1988 al Madison Square Garden (MSG), dove Valentine vinse afferrando le corde per far leva. Il 22 aprile 1989 nell'episodio di Superstars, Garvin sconfisse Valentine in un match. Nella seguente edizione di Superstars, entrambi si affrontarono in un retirement match in cui lo sconfitto avrebbe potuto più lottare in WWF. Valentine vinse la contesa, mandando Garvin in "pensione". Garvin a quel punto divenne un arbitro per la WWF. In questo periodo, squalificò il suo rivale Valentine in un match contro Jimmy Snuka, e a causa di ciò, dopo il match, fu sospeso. Valentine, arrabbiato, chiese che Garvin fosse re-integrato come lottatore professionista, e la sua richiesta fu accettata. A Survivor Series, entrambi combatterono in un Four-on-four Survivor Series elimination match, naturalmente non nella stessa squadra.
Gli altri lottatori della World Wrestling Federation, tra cui il WWF Champion Hulk Hogan e gli altri campioni, erano disposti a partecipare al Royal Rumble match. Molti lottatori che facevano parte di tag team, mid-carder, upper-carder e main-eventer ricevettero il loro numero per partecipare alla soprannominata "Rissa Reale a 30 uomini".

## Evento

### Match preliminari
Prima che l'evento fosse trasmesso in diretta in pay-per-view (PPV), Paul Roma sconfisse The Brooklyn Brawler in un dark match. Il primo match fu un tag team match tra i The Bushwhackers (Butch e Luke) e i The Fabulous Rougeaus (Jacques e Raymond Rougeau). Raymond applicò una sleeper hold su Butch, ma quest'ultimo lo lanciò all'angolo. Raymond diede il cambio a Jacques. Butch e Luke attaccarono con una Clothesline Raymond e provarono ad attaccare Jacques con una battering ram, ma quest'ultimo riuscì a schivare l'attacco. Jacques e Luke cominciarono ad attaccarsi a vicenda fino a quando Luke morse il nemico. Jacques schivò una clothesline da Luke, che colpì accidentalmente Raymond, e successivamente Butch colpì Jacques alle spalle. I Rougeaus cominciarono a colpire illegalmente Luke. Raymond prese il cambio e ottenne un near-fall su Luke. Quest'ultimo cercò di ottenere il tag, ma Raymond attaccò Butch. I Rougeaus attaccarono nuovamente Luke. Raymond attaccò Luke con diverse Irish Whip. Jacques pre il cambio e colpì Luke con una back elbow, seguita da due Hotshot. Raymond applicò una chinlock, ma Luke riuscì a uscirne. Jacques applicò una abdominal stretch su Luke e afferrò le corde per far leva. Raymond prese il tag e applicò nuovamente una chinlock su Luke. Jacques ottenne il cambio e cercò di colpire Luke con una diving splash, ma quest'ultimo colpì Jacques con le ginocchia, e riuscì a dare il cambio a Butch. I Rougeaus cercarono di colpire Butch, ma lui schivò l'attacco e rispose con degli Irish. I Bushwhackers cercarono di attaccare con una battering ram Raymond, ma il manager dei Rougeaus, Jimmy Hart, trattenne il piede di Luke. Egli tirò Hart sul ring, che causò una forte distrazione. I Rougeaus ne approfittarono e attaccarono i Bushwhackers con un double dropkick, e Jacques schienò Butch per un near-fall. Raymond colpì Butch con una Boston Crab, seguita da una ginocchiata da parte di Butch. Luke fece lo sgambetto a Jacques. Raymond cercò di aiutare il fratello, ma i Bushwhackers colpirono i Rougeaus con una battering ram e Butch schienò Jacques vincendo la contesa.
Il secondo match coinvolse Brutus Beefcake e The Genius. Genius si fece serio e quando suonò la campanella colpì Beefcake con un eye rake. Beefcake si alzò e colpì Genius con un inverted atomic drop. Genius uscì dal quadrato per recuperare. Quando ritornò sul ring attaccò Beefcake, ma sbagliò la copertura per lo schienamento. Beefcake colpì Genius con un irish whip. Genius uscì nuovamente dal ring, ma ritornò in esso dopo un dropkick, che gli regalò un near-fall. Un crucifix pin su Beefcake regalò a Genius un altro conto di 2. Beefcake schienò Genius da dietro e applicò una Barber's Chair, ma Genius riuscì ad attaccare l'avversario con una gomitata, uscendo dalla presa. Genius applicò una headlock, ma Beefcake lo spinse verso l'arbitro. Genius cercò di colpire Brutus con un Irish Whip, ma Beefcake invertì la mossa in una Barber's Chair. Genius cadde al tappeto, ma l'arbitro aveva perso i sensi, così Beefcake non vinse la contesa. Prese le forbici e cercò di tagliare i capelli di Genius con esse, fino a quando Mr. Perfect intervenne colpendo Beefcake con un Perfectplex. L'arbitro si alzò e squalificò sia Beefcake che Genius. Perfect portò una sedia sul ring e colpì ripetutamente le costole di Brutus con essa.
Il terzo match fu un submission match tra Ronnie Garvin e Greg Valentine. Garvin iniziò la contesa colpendo San Valentino con delle chop. Valentine colpì Ronnie con una headbutt low blow. Entrambi si scambiarono dei pugni prima che Garvin tentò di attaccare Valentine con un piledriver, ma quest'ultimo colpì l'avversario con un backdrop. Greg attaccò l'avversario con un Heart Breaker, seguito da una figure four leglock, anche se Garvin riuscì ad uscirne. Garvin schienò l'avversario con un roll-up. Valentine colpì Garvin con un elbow drop e lo chiuse nella figure four leglock. Valentine colpì l'avversario con una Canadian backbreaker rack, ma quest'ultimo non si arrese. Greg eseguì un altro elbow drop e cercò di eseguire un'ennesima figure four leglock, ma Garvin si liberò e lanciò all'angolo seguito da delle chop. Garvin applicò una Indian deathlock su Greg, ma quest'ultimo riuscì a cavarsela. A quel punto lo scontro si diresse fuori dal ring, dove Garvin provò ad attaccare Valentine con una piledriver, ma fu trasformata in un backdrop. Saliti sul ring, Garvin eseguì un Irish Whip, ma sbagliò lo schienamento. Valentine applicò una manovra di sottomissione di Garvin, la Hammer Jammer. Greg attaccò l'avversario con dei calci all'angolo, poi Garvin cadde vicino al manager di Valentine, Jimmy Hart. Greg applicò la figure four leglock su Garvin, che riuscì ad uscirne, anche se, poco dopo fu nuovamente intrappolato nella stessa tecnica. Garvin riuscì poi a fermare l'offensiva avversaria con una inside cradle. Garvin sbatté Valentine al tappeto. Provò ad eseguire la Heart Breaker, ma Valentine lo lanciò fuori dal ring. Garvin intrappolò Greg alle corde e Hart cercò di districarlo, ma fu attaccato da Garvin. Egli minacciò Hart con la Heart Breaker, che invece colpì Valentine, seguito dal Hammer Jammer, che costrinse Greg alla resa.
Il quarto match coinvolse Jim Duggan e Big Boss Man. Quest'ultimo attaccò pesantemente Duggan all'inizio, ma lui ricambiò con una clothesline, che mandò l'avversario al tappeto. Boss catturò Duggan e lo portò fuori dal quadrato. Duggan attaccò Boss Man con dei pugni, ma fu gettato nel palo di sostegno del ring. Boss alla fine sbagliò uno schienamento, ma schiantò nuovamente l'avversario contro il palo, e Duggan sbatté nuovamente sulla spalla ferita in precedenza. Poi rientrarono sul ring dove Big attaccò Jim con una Irish Whip, seguita da una Big splash. Poi Man eseguì un enzuigiri. Successivamente cominciò a scagliare la testa di Duggan all'angolo, ma Duggan reagì con un Irish Whip all'angolo opposto. Jim cominciò a prendere il controllo del match fino a quando Slick interferì nel match, che permise a Boss Man di rimontare. Boss ha ottenne un near-fall su Duggan dopo un knee drop, poi lo chiuse in una bear hug. Duggan cercò di schivare una headbutts, ma Boss Man cadde ugualmente su di lui vicino alle corde. Boss attaccò Duggan in un angolo, ma lui  lo colpì con una clothesline. Duggan lanciò Boss Man in un angolo seguiti da 10 pugni contati sia dal wrestler che dal pubblico, ma sbagliò uno schienamento in un angolo e fu attaccato da una Clothesline da Boss Man. Quest'ultimo eseguì una big splash, ma Jim riuscì a schivarla. Slick afferrò Duggan contro le corde e Big Boss cercò di attaccarlo. Tuttavia Duggan si sposto in tempo, e quindi Man colpì il suo manager. Tuttavia, Slick fu in grado di dare a Boss Man un manganello. Slick cercò poi di distrarre l'arbitro, ma lui vide Big Boss colpire Duggan con il manganello, e chiamò la squalifica, assegnando quindi la vittoria a Duggan.

### Main event

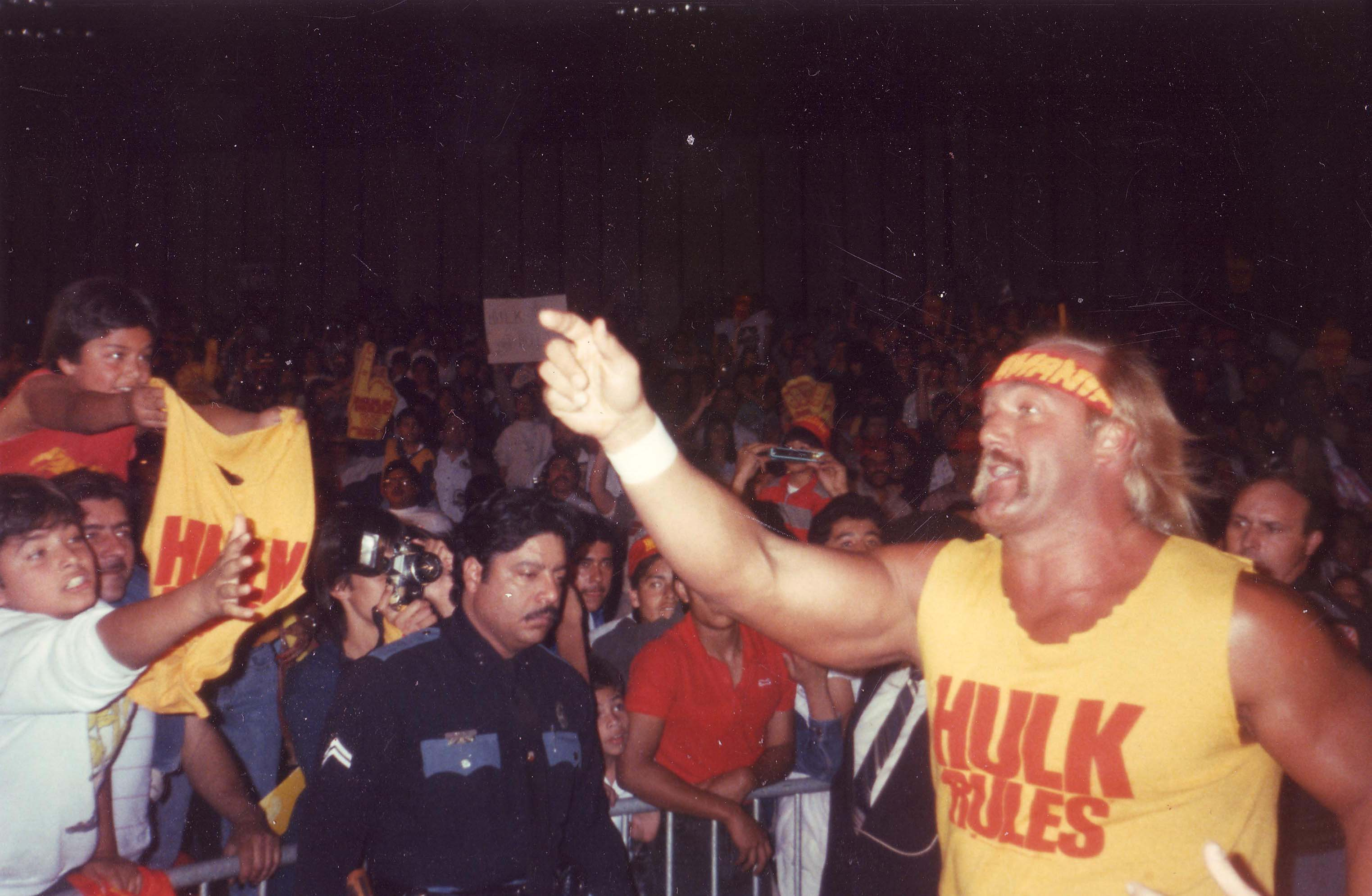
Hulk Hogan vinse il Royal Rumble match

Il main event della serata fu il rouyal rumble match a 30 partecipanti. Ted DiBiase entrò con il nº1 e Koko B. Ware con il nº2. I due cominciarono a darsi dei pugni fino a quando DiBiase ebbe la meglio su Koko, dopo averlo colpito con un backdrop mandandolo oltre la terza corda, portando all'eliminazione di Ware. Poi entrò uno dei membri dei The Rockers, Marty Jannetty, che fu immediatamente attaccato da DiBiase. Jannetty eseguì un dropkick, seguito da un colpo alla testa. DiBiase colpì Jannetty con una clothesline. Poi, mentre cercava di salire sul paletto, fu catturato da Jannetty. Egli cercò di eseguire un roll-up su DiBiase, che si liberò velocemente. Jannetty sbagliò un crossbody su DiBiase, con la conseguente caduta fuori dal ring. Jake Roberts entrò con il nº4, che si scagliò immediatamente su Biase, che rispose con la medesima forza. "Macho King" Randy Savage con il nº5 e inizialmente attaccò Roberts. Savage e DiBiase collaborarono per eliminare Roberts fino a quando il 6° concorrente, Roddy Piper, entrò per aiutare Roberts. Piper e Jake cominciarono ad attaccare DiBiase e Savage e le due squadre cominciarono a salvarsi a vicenda, fino a quando uno dei membri dei The Powers of Pain, The Warlord entrò con il nº7, e attaccò sia Piper che Roberts. Warlord ebbe la meglio su Piper per un po', fino a quando DiBiase e Savage cercarono di eliminare Roberts. Piper si liberò da Warlord e salvò Roberts dall'eliminazione.
Una dei membri degli Hart Foundation, Bret Hart, entrò con il nº8, attaccando Warlord. Piper e Hart attaccarono con una Clothesline Warlord mentre DiBiase e Savage tentavano ancora di eliminare Roberts. Hart cominciò ad attaccare Savage, e in suo aiuto venne Warlord, che attaccò Bret. Piper e Roberts collaborarono per eliminare DiBiase. Warlord cercò di eliminare Hart fino a quando entrò il 9° concorrente, Bad News Brown, che cercò anch'egli di eliminare Hart, alleandosi momentaneamente a Warlord. Roberts attaccò con una DDT DiBiase vicino alle corde, fino a quando Savage colpì con una Clothesline Roberts, che lo mandò oltre la terza corda, eliminandolo. DiBiase attaccò Piper, ma quest'ultimo ottenne la meglio sull'avversario, cercando di eliminarlo fino a quando Savage salvò nuovamente DiBiase. Dusty Rhodes entrò con il nº10 e colpì Savage con delle bionic elbow. Savage cercò di scaricare Rhodes oltre la terza corda, ma lui resistette all'attacco ed eliminò Randy gettandolo oltre la terza corda. Ci fu una svolta quando entrò l'11º partecipante, uno dei WWF Tag Team Champions Colossal Connection, André the Giant. Warlord attaccò André, ma fu immediatamente gettato oltre la terza corda, venendo di conseguenza eliminato.
Piper e Rhodes attaccarono André, mentre Brown e DiBiase cercarono di eliminare Hart. The Red Rooster entrò con il nº12 e cominciò ad attaccare Rhodes. Nel frattempo, Brown cercò di eliminare Piper, ma fu buttato fuori. Questo fece innervosire il lottatore di colore. Anche se era stato eliminato, tornò sul ring e scaricò Piper oltre la terza corda. Ax, uno dei membri dei Demolition entrò con il nº13, mentre André eliminò Rooster. Ax attaccò André mentre Hart e Rodhes collaborarono per eliminare DiBiase. André era in difficoltà, soprattutto dopo Ax e Rodhes lo imprigionarono tra le corde. Il tag team partner di André, Haku entrò con il nº14 e salvò André dall'eliminazione. Rhodes attaccò Haku mentre, con il nº 15, entrò il partner di Ax, Smash, che corse in aiuto del compagno. Ciò portò ad uno scontro tra i Demolition e i Colossal Connection. Uno dei membri dei The Twin Towers, Akeem entrò con il nº16, mentre Rodhes eliminò Bret. I Demolition attaccarono Haku con un double shoulder block, poi eliminarono Andrè. Eliminarono Haku, ma André lo prese dal pavimento e lo rimandò nel ring. DiBiase, che fino ad allora era nel ring da circa 20 minuti, rischiò di essere eliminato dai Demolition, ma si liberò grazie a Jimmy Snuka, che entrò con il nº17.
Snuka attaccò Akeem e lo eliminò. Dino Bravo entrò con il nº18. Bravo e Haku attaccarono Snuka, ma fu quest'ultimo ad avere momentaneamente la meglio. Il Canadian Earthquake entrò con il nº19, eliminando Rodhes e successivamente Ax. L'altro membro dei Hart Foundation, Jim Neidhart, entrò con il nº20 e affrontò Canadian, cercando di eliminarlo. Haku e Smash cercarono di aiutare Neidhart ad eliminare Earthquake, cosa non facile visto il suo peso (210 kg). DiBiase e Snuka intervennero per aiutare l'eliminazione. Infine, questi cinque uomini eliminarono Terremoto. Il WWF Intercontinental Champion Ultimate Warrior entrò con il nº21 e cominciò a dominare il match. Subito dopo l'entrata, Guerrero eliminò Bravo e mise KO tutti gli altri. Rick Martel entrò con il nº22, mostrando il suo atteggiamento narcisistico. Haku eliminò Smash dal match. Neidhart cercò di eliminare Martel, ma senza successo. Tito Santana entrò con il nº23 e attaccò immediatamente Martel. Santana cercò di eliminare Martel, ma lui lo attaccò con una Eye rake. Haku fu colpito da una clothesline da Warrior mentre DiBiase attaccò Snuka con una piledriver. The Honky Tonk Man entrò con il nº24. Martel eliminò Neidhart con l'aiuto di Warrior e DiBiase. Warrior invertì un Irish Whip da DiBiase e l'attaccò con una Clothesline oltre la terza corda. DiBiase superò il record di longevità di Mr. Perfect nel Royal Rumble match con 44:47.
Il WWF Champion Hulk Hogan entrò con il nº25. Subito dopo l'entrata, Hogan eliminò Snuka e poi Haku. Santana cercò di eliminare Martel, ma Warrior fece inciampare Tito e lo eliminò. Honky attaccò Hogan, ma fu inutile, visto che fu Hogan ad eliminarlo. L'altro membro dei The Rockers, Shawn Michaels entrò con il nº26. Michaels fu immediatamente eliminato da Warrior, che poco dopo eliminò Martel. A quel punto si scontarono il WWF Champion e l'IC Champion. Dopo essersi fissati a vicenda per un po', entrambi cominciarono a colpirsi a vicenda, a rimbalzare sulla corda e schiantarsi l'un l'altro, ma nessuno dei due ebbe un vantaggio concreto. Poi, dopo una criss-cross, Hogan sbagliò una clothesline e si colpirono con una clothesline nello stesso istante. The Barbarian entrò con il nº27 e attaccò Hogan con un big boot. Rick Rude è entrato con il numero 28 prima che il tempo suonasse e ha attaccato Warrior. Barbarian e Rude cercarono di eliminare Hogan, ma Ultimate salvò il Campione WWF dall'eliminazione. Poi Hogan, Barbarian e Rick eliminarono Ultimate con una clothesline. Ultimate poi tornò sul ring e attaccò sia Barbarian che Rude prima di dirigersi verso gli spogliatoi. Hercules entrò nº29 e in coppia con Hogan attaccò Barbarian e Rude. L'ultimo partecipante, Mr. Perfect, entrò, e attaccò immediatamente Hogan.
A questo punto, Hogan, Rude, Barbarian, Hercules e Perfect erano gli ultimi 5 partecipanti. Nel frattempo, Barbarian e Rude cominciarono a discutere. Hercules ne approfittò ed eliminò Barbarian. Questo rese Hogan, Rude, Hercules e Perfect gli ultimi 4 partecipanti. Hercules fu eliminato da Rude. A questo punti i lottatori ancora in gara erano 3: Rude, Hogan e Perfect. Rick e Perfect attaccarono Hogan. Poi Rude tentò di eseguire una Rude forearm, ma Hogan si abbassò e Perfect fu mandato a bordo ring. Mentre Hogan stava eseguendo una compilation di Irish Whip, Perfect abbassò accidentalmente le corde, e Rick cadde fuori dal ring, venendo di conseguenza eliminato. Dopo una breve discussione tra Rude e Perfect, il primo se ne andò nello spogliatoio. A questo punto i lottatori ancora in gara erano 2: Hogan e Perfect. Hulk riportò Perfect dentro al ring (Mr. era ancora nel bordo ring), ma ricevette una clothesline dall'avversario. Perfect colpì Hogan con una Perfect-Plex, ma lui gettò Perfect nel bordo ring. Hogan connesse con delle clothesline e gettò Perfect fuori dal quadrato, vincendo quindi il 1990 Royal Rumble match.

## Conseguenze
Molti degli eventi targati Royal Rumble furono utilizzati per costruire interesse per WrestleMania VI, il prossimo grande Supercard della WWF. Uno dei match che guadagnò molto interesse fu quello tra il WWF Champion Hulk Hogan e il WWF Intercontinental Champion Ultimate Warrior; i due firmarono un contratto per disputare un match a WrestleMania VI, che si tenne presso il Toronto Skydome. Il vincitore avrebbe portato a casa anche il titolo dell'avversaria. Prima di allora, Hogan si concentrò sul suo feud con Mr. Perfect, mentre Warrior difese il suo titolo intercontinentale contro Dino Bravo, dove Hogan comparve spesso per evitare che Earthquake fosse nell'angolo di Bravo per aiutarlo.
I WWF Tag Team Champions Colossal Connection (André the Giant e Haku) continuarono a difendere i loro titoli, soprattutto contro i Demolition (Ax and Smash), il tag team che sconfissero vincendo i titoli; ma anche contro la Hart Foundation e i Rockers. Durante questo periodo, cominciarono a crearsi dei piccoli problemi nel Colossal. L'ultimo re-match si disputò a WrestleMania VI.
A seguito del confronto tra Dusty Rhodes e Sapphire, e Randy Savage e Sensational Sherri durante "The Brother Love Show", fu siglato un tag team match.
Lo scontro tra Roddy Piper e Bad News Brown nella Royal Rumble match portò ad un incontro tra i due a WrestleMania VI, che si concluse con un doppio count-out. La Royal Rumble fu l'ultimo evento in pay-per-view in cui Big Boss Man gareggiò come un heel; poco dopo la Royal Rumble, Bossman rifiutò di assistere Ted DiBiase nel suo feud con Jake Roberts, licenziò Slick come suo manager e divenne un grande alleato di Hogan.
Questo fu l'ultimo evento in pay-per-view commentato da Tony Schiavone, infatti lasciò la WWF poco dopo l'evento; lavorò nella World Championship Wrestling, che diventò la principale rivale della WWF nel corso del 1990, fino alla sua scomparsa nel 2001. Poi debuttò nella Total Nonstop Action Wrestling nel 2003, ma abbandonò la federazione dopo poco tempo, prima di lasciare del tutto lo sport.

## Staff tecnico
- Commentatori: Tony Schiavone e Jesse Ventura
- Intervistatori: Gene Okerlund, Sean Mooney
- Ring announcer: Howard Finkel
- Funzionari: Tony Garea, Pat Patterson
- Arbitri: Danny Davis, Earl Hebner, Joey Marella, Shane Stevens

## Risultati
| #          | Match | Stipulazioni       | Durata |
| ---------- | --- | ------------------ | ------ |
| Dark match | Paul Roma ha sconfitto The Brooklyn Brawler                                                                        | Single match       | 06:13  |
| 1          | The Bushwhackers (Butch e Luke) hanno sconfitto The Fabulous Rougeaus (Jacques e Raymond Rougeau) (con Jimmy Hart) | Tag team match     | 13:35  |
| 2          | Brutus Beefcake vs. The Genius termina in una doppia squalifica                                                    | Single match       | 11:07  |
| 3          | Ronnie Garvin ha sconfitto Greg Valentine (con Jimmy Hart)                                                         | Submission match   | 16:55  |
| 4          | Jim Duggan ha sconfitto Big Boss Man (con Slick) per squalifica                                                    | Single match       | 06:13  |
| 5          | Hulk Hogan ha vinto eliminando per ultimo Mr. Perfect.                                                             | Royal Rumble match | 58:46  |

## Royal Rumble match
L'intervallo di tempo tra l'entrata di un wrestler e il successivo era di 2 minuti.
     – Vincitore
| #  | Superstar            | Ordine | Eliminato da                                         | Tempo | Numero eliminazioni |
| -- | -------------------- | ------ | ---------------------------------------------------- | ----- | ------------------- |
| 1  | Ted DiBiase          | 18     | The Ultimate Warrior                                 | 44:47 | 4                   |
| 2  | Koko B. Ware         | 1      | Ted DiBiase                                          | 01:36 | 0                   |
| 3  | Marty Jannetty       | 2      | Ted DiBiase                                          | 01:35 | 0                   |
| 4  | Jake Roberts         | 3      | Randy Savage                                         | 10:03 | 0                   |
| 5  | Randy Savage         | 4      | Dusty Rhodes                                         | 10:10 | 1                   |
| 6  | Roddy Piper          | 7      | Bad News Brown                                       | 12:20 | 1                   |
| 7  | The Warlord          | 5      | André the Giant                                      | 08:16 | 0                   |
| 8  | Bret Hart            | 9      | Dusty Rhodes                                         | 16:16 | 0                   |
| 9  | Bad News Brown       | 6      | Roddy Piper                                          | 06:04 | 1                   |
| 10 | Dusty Rhodes         | 12     | Earthquake                                           | 18:18 | 1                   |
| 11 | André the Giant      | 10     | Ax & Smash                                           | 10:16 | 2                   |
| 12 | The Red Rooster      | 8      | André the Giant                                      | 01:58 | 0                   |
| 13 | Ax                   | 13     | Earthquake                                           | 12:50 | 1                   |
| 14 | Haku                 | 20     | Hulk Hogan                                           | 22:31 | 2                   |
| 15 | Smash                | 16     | Haku                                                 | 15:01 | 2                   |
| 16 | Akeem                | 11     | Jimmy Snuka                                          | 02:31 | 0                   |
| 17 | Jimmy Snuka          | 19     | Hulk Hogan                                           | 17:03 | 2                   |
| 18 | Dino Bravo           | 15     | The Ultimate Warrior                                 | 06:13 | 0                   |
| 19 | Earthquake           | 14     | Jimmy Snuka, Smash, Haku, Ted DiBiase & Jim Neidhart | 02:31 | 2                   |
| 20 | Jim Neidhart         | 17     | The Ultimate Warrior e Rick Martel                   | 08:42 | 1                   |
| 21 | The Ultimate Warrior | 25     | Hulk Hogan, The Barbarian e Rick Rude                | 14:29 | 6                   |
| 22 | Rick Martel          | 24     | The Ultimate Warrior                                 | 08:14 | 2                   |
| 23 | Tito Santana         | 21     | The Ultimate Warrior e Rick Rude                     | 05:09 | 0                   |
| 24 | The Honky Tonk Man   | 22     | Hulk Hogan                                           | 04:01 | 0                   |
| 25 | Hulk Hogan           | -      | Vincitore                                            | 12:49 | 6                   |
| 26 | Shawn Michaels       | 23     | The Ultimate Warrior                                 | 00:12 | 0                   |
| 27 | The Barbarian        | 26     | Hercules                                             | 05:47 | 1                   |
| 28 | Rick Rude            | 28     | Hulk Hogan e Mr. Perfect                             | 06:29 | 2                   |
| 29 | Hercules             | 27     | Rick Rude                                            | 03:02 | 1                   |
| 30 | Mr. Perfect          | 29     | Hulk Hogan                                           | 03:32 | 1                   |